# トレンツァーノ
トレンツァーノ（伊: Trenzano）は、イタリア共和国ロンバルディア州ブレシア県にある、人口約5,400人の基礎自治体（コムーネ）。

## 地理

### 位置・広がり

#### 隣接コムーネ
隣接するコムーネは以下の通り。
- ベルリンゴ
- ブランディーコ
- カストレッツァート
- コメッツァノ＝チッツァーゴ
- コルツァーノ
- マクローディオ
- ロヴァート

### 気候分類・地震分類
気候分類では、zona E, 2410 GGに分類される。
また、イタリアの地震リスク階級 (it) では、zona 3 (sismicità bassa) に分類される
。